# Enterprise (Schiff, 1961)
Die Enterprise (CVN-65, bis 1975 CVAN-65) war ein Flugzeugträger der United States Navy (US Navy). Das 1961 in Dienst gestellte Schiff war der erste Flugzeugträger mit Kernenergieantrieb und für viele Jahre das größte Kriegsschiff der Welt. Auch nach ihrer Ablösung durch die Nimitz 1975 als größtes Kriegsschiff war sie mit 342,3 Metern immer noch das längste Kriegsschiff der Welt. Die Enterprise war das achte Schiff und nach der Enterprise aus dem Zweiten Weltkrieg der zweite Flugzeugträger mit diesem Namen in der US-Marine. Sie war das erste und einzige einer ursprünglich auf sechs Schiffe geplanten Klasse von Flugzeugträgern, die aus Kostengründen nicht gebaut wurden. Die Enterprise war mehr als 50 Jahre im Einsatz und nahm an allen größeren Operationen der US Navy teil, unter anderem der Seeblockade Kubas, dem Vietnamkrieg, dem Ersten Golfkrieg, dem Irakkrieg (2003) und am Krieg gegen den internationalen Terrorismus. Am 1. Dezember 2012 wurde die Enterprise deaktiviert und am 3. Februar 2017 endgültig außer Dienst gestellt. 
Die am 22. Juli 2017 in Dienst gestellte Gerald R. Ford ersetzte die Enterprise. 
Es ist geplant, den im Bau befindlichen Flugzeugträger CVN-80 Enterprise zu nennen.

## Technik

### Rumpf
In Konstruktionswasserlinie beträgt die Länge des Rumpfes 317,2 Meter, die Breite 39,6 Meter. Das Flugdeck misst 342,3 Meter in der Länge, die Länge über die Katapultausleger beträgt 343,3 Meter. Die maximale Breite liegt bei 78,3 Metern. Die Höhe vom Kiel bis zum Mast beträgt 76,2 Meter. Mit einer Standardverdrängung von 75.704 ts und 93.284 tn.l. (Einsatzverdrängung) liegt die Tragfähigkeit bei 17.580 tn.l., der Tiefgang zwischen 10,8 und 11,3 Metern. Am Bug befinden sich zwei jeweils 30 Tonnen schwere Patentanker.

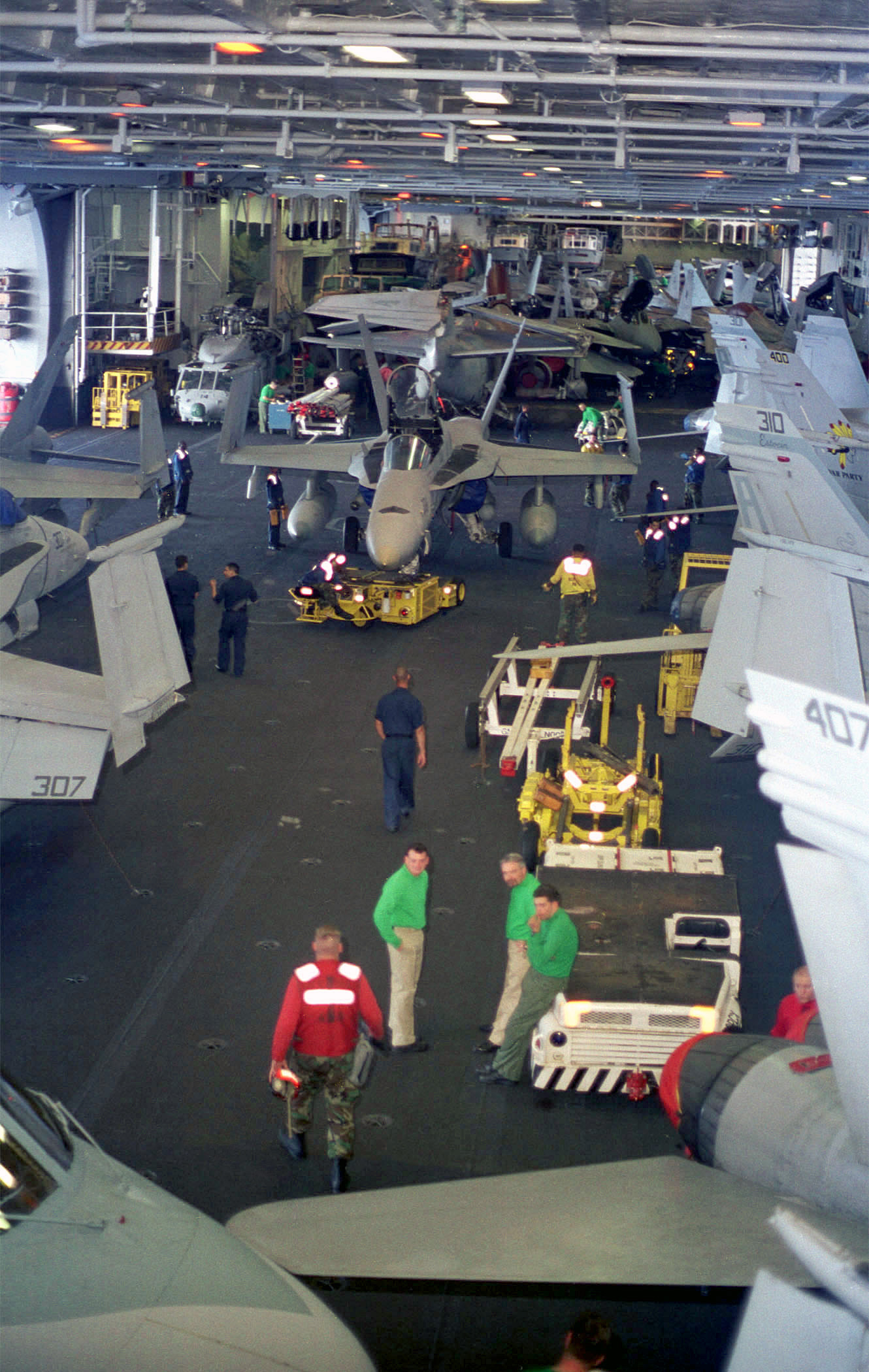
Blick in den Hangar

#### Flugdeck und Hangar
Das Flugdeck ist etwa 340 Meter lang und 78 Meter breit, mit einer Fläche von 1,81 Hektar ist es etwa 10 Prozent größer als das der gleichzeitig gebauten Kitty-Hawk-Klasse und 25 Prozent größer als das der Forrestal-Klasse. Die gesamte Anordnung der Flugdeckanlagen wurde von der Kitty-Hawk-Klasse übernommen. Die Landebahn ist in einem Winkel von 10° aus der Längsachse nach Backbord abgewinkelt und verfügt über vier Fangseilanlagen zum Abbremsen der landenden Flugzeuge.
Die Enterprise war von der Indienststellung an mit einem optischen Landesystem auf Basis von Fresnellinsen ausgerüstet, das die Einweisung der anfliegenden Flugzeuge auf den korrekten Gleitpfad übernimmt.
Für den Start der Flugzeuge stehen vier Dampfkatapulte (C-13 Mod 1) zur Verfügung, zwei am Bug und zwei in der Verlängerung der abgewinkelten Landebahn auf der Backbordseite. Die Katapulte können die Bordflugzeuge auf einer Strecke von 76 Metern auf 257 km/h beschleunigen. Zum Schutz der an Deck aufgestellten Flugzeuge und der an Deck arbeitenden Mannschaften wurden die Katapulte mit hydraulisch aufrichtbaren Strahlabweisern ausgerüstet. Die Bedienkonsolen für die Katapulte befinden sich seitlich auf dem umlaufenden „Catwalk“, erst die Träger der Nimitz-Klasse erhielten geschützte Kommandostände für die Katapultbedienungen („Bubbles“).
Vier je 105 Tonnen schwere fünfeckige Aufzüge verbinden das Deck mit dem darunter liegenden etwa drei Decks hohen Hangardeck. Drei davon befinden sich an Steuerbord (zwei vor der Insel, einer achtern), ein Aufzug befindet sich backbord achtern, am hinteren Ende der abgewinkelten Landebahn. Das Hangardeck erstreckt sich über die mittlere Hälfte des Schiffes und ist so groß konzipiert, dass es einen Großteil der Luftgruppe des Trägers sturm- und seefest unterbringen kann. Zur Sicherung an Deck verbleibender Flugzeuge und sonstiger Geräte (Mobilkran, Flugzeugschlepper, Hubschrauber für Transport, Search and Rescue und U-Jagd) ist das Deck mit Verankerungsösen ausgestattet.

#### Insel

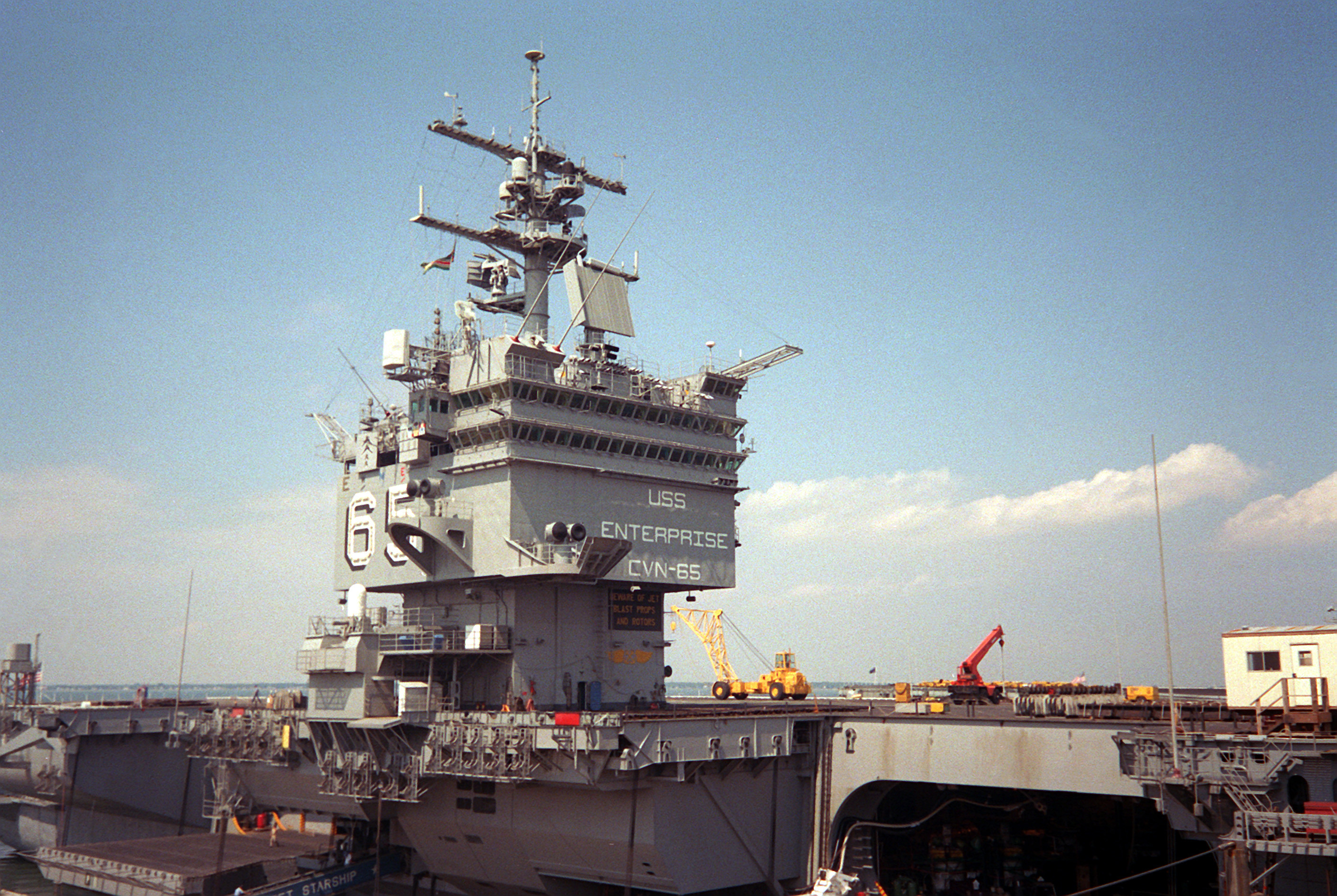
Insel der „Big E“ nach dem Umbau

Das charakteristischste Merkmal der USS Enterprise ist ihre Insel. Aufgrund des Kernenergieantriebs konnte auf eine Abgasanlage verzichtet werden, wodurch die Insel mit einer quadratischen Grundfläche von nur knapp 11 mal 11 Metern auskommt. Auf der sieben Meter hohen Basis sitzt der eigentliche Brückenaufbau mit knapp 20 mal 20 Metern Grundfläche. Dieser Aufbau war bis Ende der 1970er-Jahre geprägt durch die großen Flächenantennen des SPS-32/33-Radars. Dadurch ergab sich auch die große Höhe des Brückenaufbaus von über 15 Metern. Auf dem Dach der Kommandobrücke befand sich dann noch eine 17 Meter hohe kegelförmige Mastkonstruktion, an der sich die Antennen für elektronische Gegenmaßnahmen befanden.
Während des Werftaufenthalts von 1979 bis 1982 wurde die gesamte Insel umgestaltet; durch die Entfernung der SPS-32/33-Radarantennen konnte die Höhe des Aufbaus um einen Meter verringert werden, zudem wurde ein neuer 25 Meter hoher Mast anstelle des Kegelmasts sowie neue Radaranlagen installiert.
Die Insel beherbergt zuoberst die Kommandobrücke, von der aus der Träger geführt wird. Darunter befindet sich die Admiralsbrücke. Im kastenförmigen Aufbau befinden sich die Navigationsabteilung, das Combat Direction Center sowie das Carrier Air Traffic Control Center, von dem aus die Flugbewegungen um den Träger und auf Deck überwacht und koordiniert werden.

### Antrieb
Die Enterprise war der erste Flugzeugträger, der über einen Kernenergieantrieb verfügte. Die acht A2W-Druckwasserreaktoren der Westinghouse Electric Corporation lieferten über 32 Wärmetauscher den Dampf für vier Getriebeturbinen, die ihre Leistung an je eine Welle mit je einer fünfblättrigen Schraube abgaben. Die Gesamtleistung der Antriebsanlage betrug 280.000 Wellen-PS. Die Höchstgeschwindigkeit betrug etwa 36 Knoten, die Reichweite mit einer „Reaktorfüllung“ lag seit 1981 bei 800.000 Seemeilen oder 13 Jahren Laufzeit. Ursprünglich mussten die Reaktoren alle 200.000 Seemeilen oder drei bis vier Jahre neu befüllt werden, was jedes Mal einen mehrmonatigen Werftaufenthalt bedeutete. Dies wurde jedoch nicht als Nachteil angesehen, da die Vorteile, besonders die nahezu unbegrenzte Reichweite, des neuen Antriebskonzepts überwogen. Die Hilfsmaschinen des Trägers hatten eine Gesamtleistung von 30.000 PS. Da die Kernreaktoren keine Treibstofftanks benötigten, konnte die Enterprise weitaus mehr Flugzeugtreibstoff für ihre Luftgruppe (8500 Tonnen, ausreichend für zwölf Tage Flugbetrieb), aber auch Schweröl für andere Schiffe des Kampfverbands mitführen.
Die Steuerung erfolgte durch vier je 35 Tonnen schwere Ruder, die dem Schiff eine bessere Manövrierfähigkeit als bisher verwendete Zweiruderanlagen gaben.

### Bewaffnung
Ursprünglich waren für den Träger, wie schon für die Schiffe der Kitty-Hawk-Klasse, zwei Doppelarmstarter für RIM-2 Terrier vorgesehen, diese wurden jedoch aus Kostengründen nicht eingebaut. Erst 1967 wurde ein Sea-Sparrow-Starter installiert, später kamen noch zwei weitere Starter an Bord. Mit der Modernisierung von 1979 bis 1982 erhielt der Träger auch drei Mk.-15-Phalanx-Nahbereichsverteidigungssysteme, zwei davon wurden mittlerweile aber durch RAM-Starter ersetzt.

### Elektronik

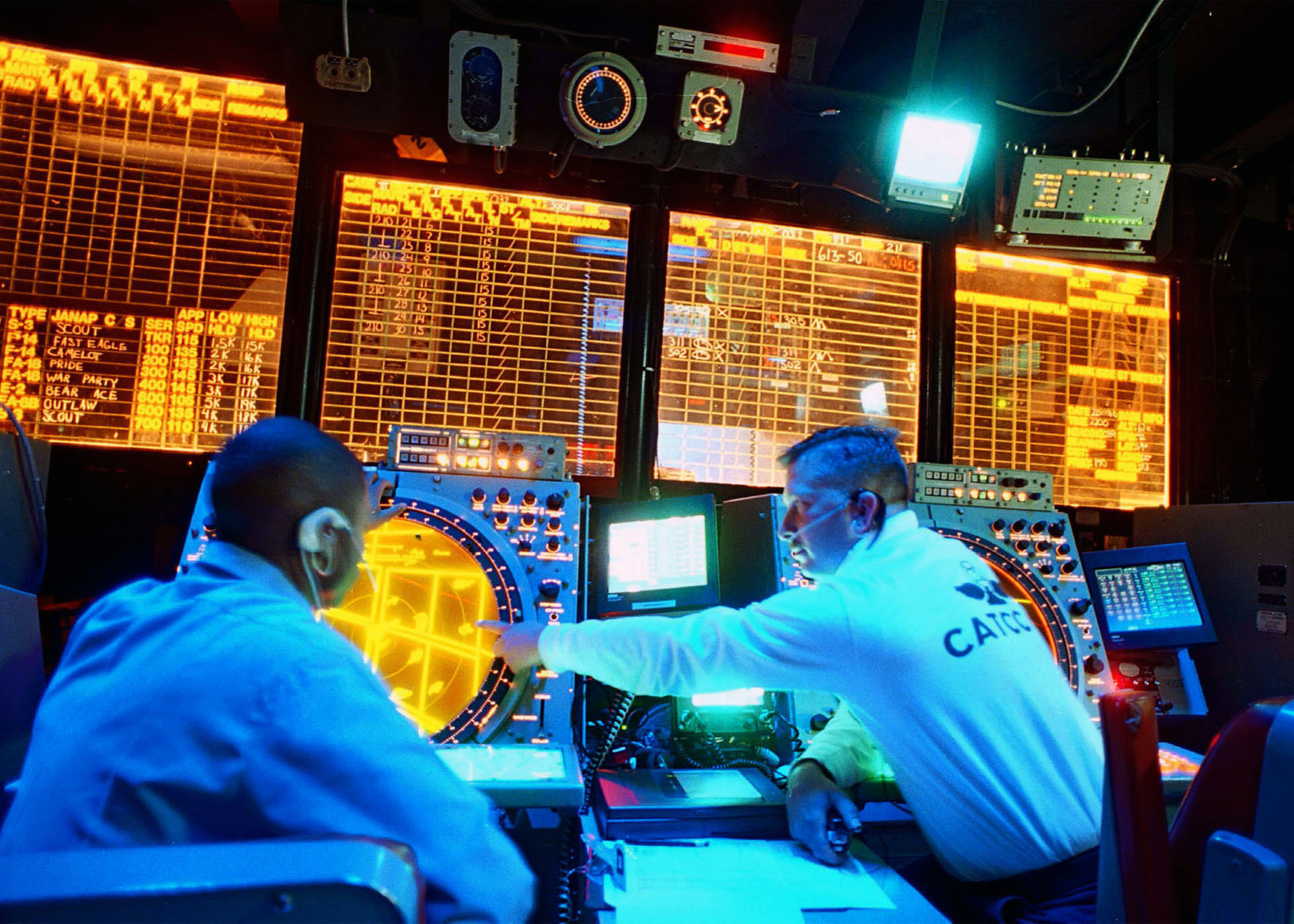
Luftraumüberwachungszentrum an Bord des Trägers

Bis zum Werftaufenthalt 1979–82 war die Enterprise mit dem SPS-32/33-Phased-array-Radar ausgestattet, das ansonsten nur noch auf dem Atomkreuzer Long Beach zum Einsatz kam. Die rechteckigen, 12,2 mal 6,1 Meter messenden Antennen des SPS-32-Suchradars und die 7,6 mal 6,1 Meter messenden Antennen des SPS-33-Verfolgungsradars prägten bis zur Umrüstung Anfang der achtziger Jahre das Bild der Insel der „Big E“. Das Gesamtgewicht der Radaranlagen betrug 173,5 Tonnen, die Leistung 1,5 Megawatt. Ziele konnten bis in eine Entfernung von 400 Seemeilen erfasst und verfolgt werden.
Seit der Umrüstung ist der Träger mit einem SPS-48-3D-Radar von ITT-Gilfillan mit 2,2 Megawatt Leistung und 230 Seemeilen Ortungsreichweite ausgestattet. Die charakteristische quadratische Antenne befindet sich nun oben auf der Insel. Es wird durch ein SPS-49-Luftaufklärungsradar mit 250 Seemeilen Aufklärungsreichweite ergänzt.
Als Oberflächensuchradar verwendet die Enterprise seit 1982 ein SPS-67-Radar von Norden Systems, dessen Balkenantenne sich auf dem neuen Elektronikmast befindet. Die Feuerleitung der Sea-Sparrow-Starter wird durch drei Mk.-91-Feuerleitradare gewährleistet, die an der Insel und unterhalb der Deckskante angebracht sind. Die enge räumliche Anordnung der Radaranlagen auf der kleinen Insel des Trägers führt zu Interferenzen und verschlechtert die Ortungseigenschaften.
Der bienenkorbartige ECM-Mast mit seinen hammerförmigen Antennen wurde durch einen konventionellen Rohrmast ersetzt, der nun die Antennen der elektronischen Gegenmaßnahmen sowie die Antennen für das TACAN-System trägt. Hinter dem achteren Steuerbordaufzug befindet sich seit 1982 zudem ein Mast, der das Präzisionsanflugradar beherbergt.

### Bordgeschwader

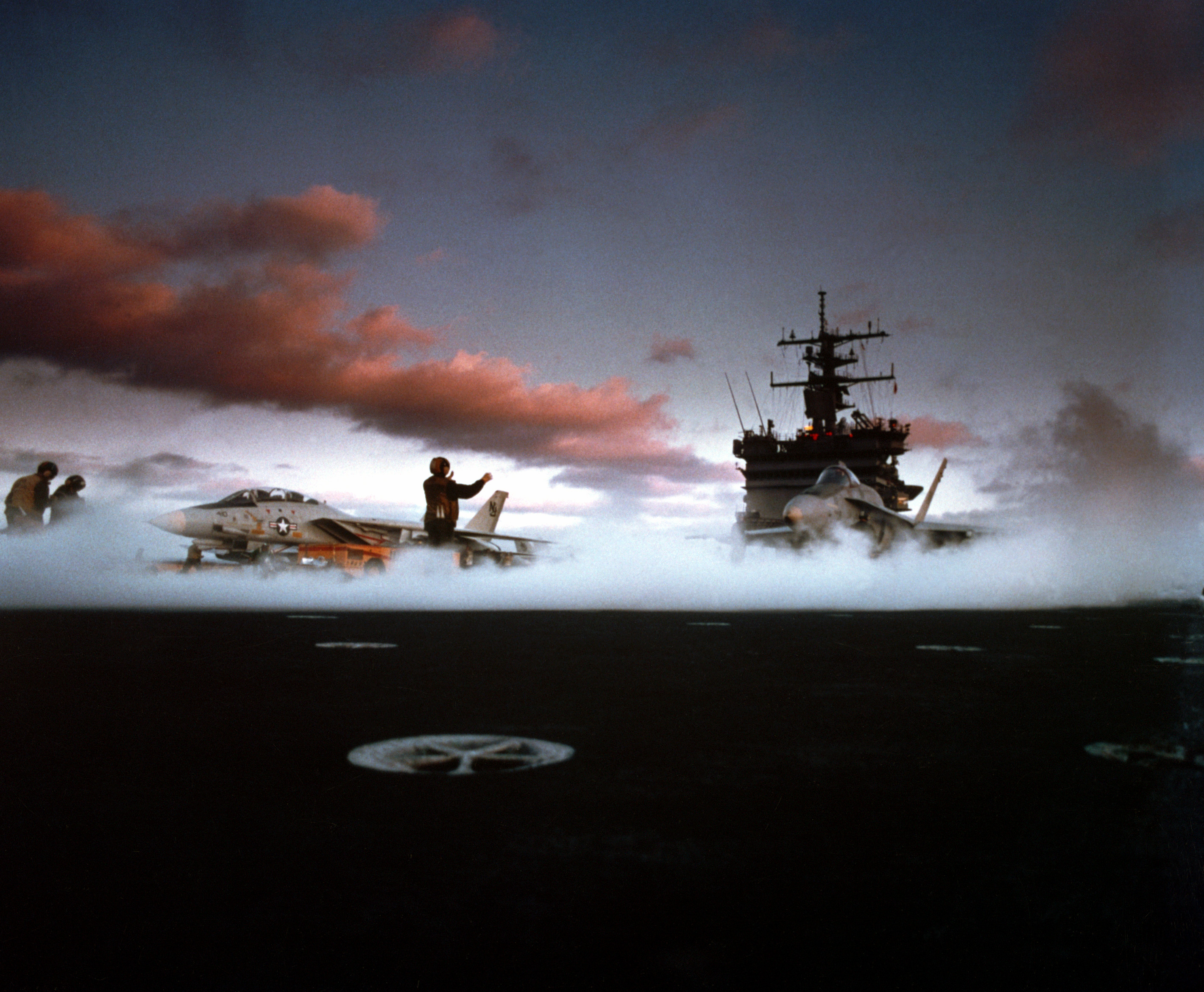
F-14 Tomcat und F/A-18 Hornet auf dem Flugdeck, 1985

Das Bordgeschwader der Enterprise konnte aus bis zu 110 Flugzeugen bestehen. Normalerweise befanden sich etwa 80 bis 90 Maschinen verschiedener Typen an Bord. Zu Beginn der Dienstzeit wurden F-8 Crusader und F-4 Phantom als Jagdflugzeuge, zu KA-3B konvertierte A-3 Skywarrior zur Luftbetankung, sowie A-4 Skyhawk, A-1 Skyraider und A-5 Vigilante als Angriffsflugzeuge eingesetzt. Ab 1965 wurde die Skyraider ausgemustert und die A-5 Vigilante nur noch als Aufklärer eingesetzt. Die Ausmusterung der F-8 Crusader erfolgte Ende der 1960er-Jahre. 1971 wurde die A-4 Skyhawk an Bord durch die A-7 Corsair ersetzt, ab 1975 die Phantoms durch F-14 Tomcat. Mit der Umklassifizierung 1975 kamen auch zum ersten Mal S-3 U-Jagdflugzeuge und SH-3-Sea-King-Hubschrauber an Bord; die elektronische Kriegführung wird seit 1978 durch EA-6B Prowler übernommen, welche die veralteten EA-3 ablösten. Mitte der 1980er-Jahre wurde die F/A-18 Hornet an Bord der Enterprise eingeführt, sie ersetzte die Corsairs und 2005 auch die Tomcat. Die SH-3-Sea-King-Hubschrauber wurden Mitte der achtziger Jahre durch SH-60 Seahawks ersetzt, die S-3B Viking wurden 2008 außer Dienst gestellt.
Zuletzt war das Carrier Air Wing One (CVW-1) auf der Enterprise stationiert. Es gliederte sich in drei Strike Fighter Squadrons (VFA) und eine Marine Strike Fighter Squadron (VFMA) mit F/A-18C Hornet und F/A-18E/F Super Hornet, welche die Luftverteidigung übernahmen und Angriffsmissionen flogen. Eine Electronic Attack Squadron (VAQ) mit EA-6B Prowler zur elektronischen Kriegführung und eine Carrier Airborne Early Warning Squadron (VAW) mit E-2C Hawkeye 2000 NP für die Luftraumaufklärung wurden durch eine Helicopter Anti-Submarine Squadron mit SH-60F- und HH-60H Seahawk-Hubschraubern und eine Abteilung einer Fleet Logistics Support Squadron mit C-2B Greyhound-Transportflugzeugen ergänzt.

### Besatzung

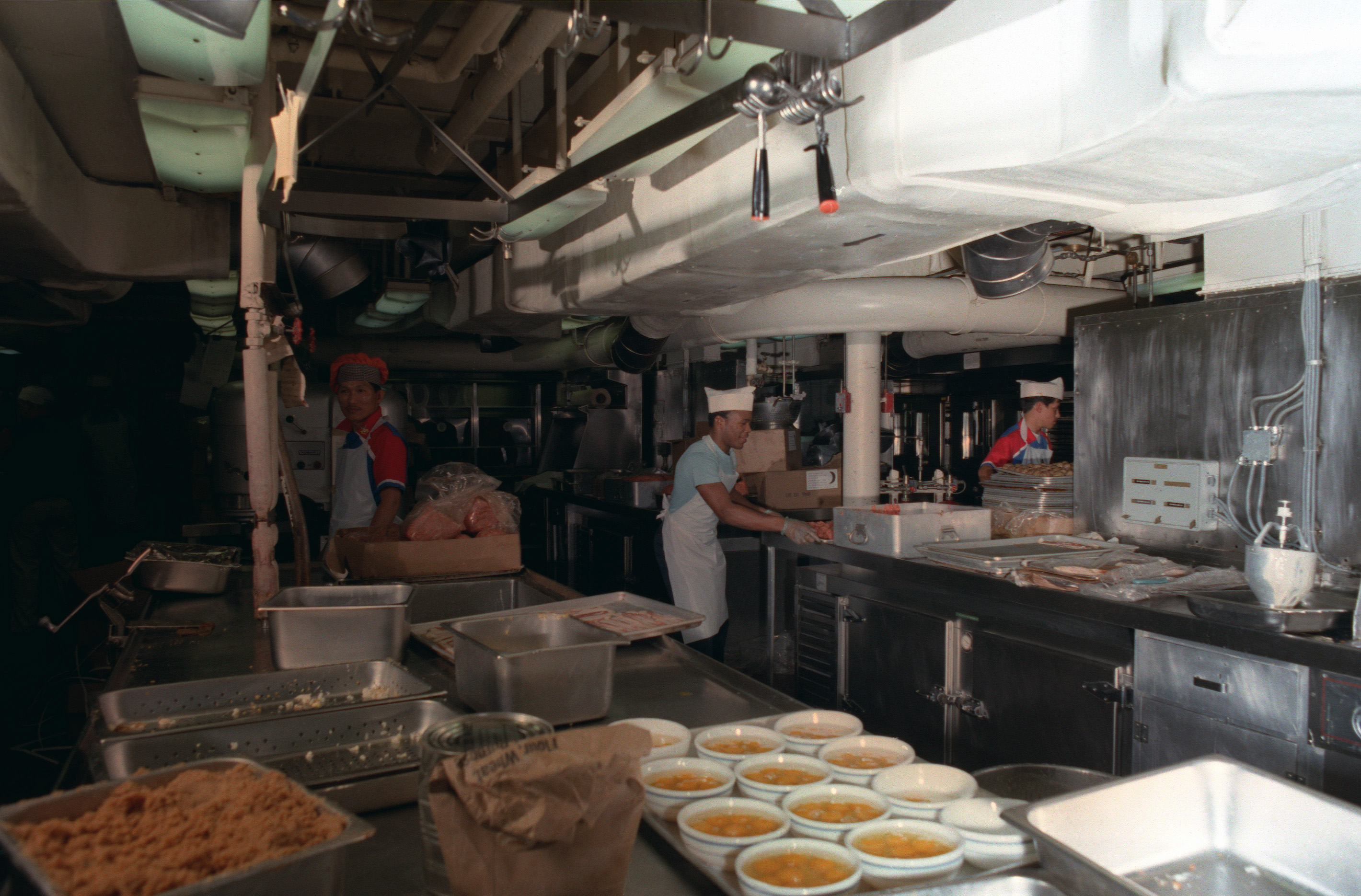
Kombüse der Big E

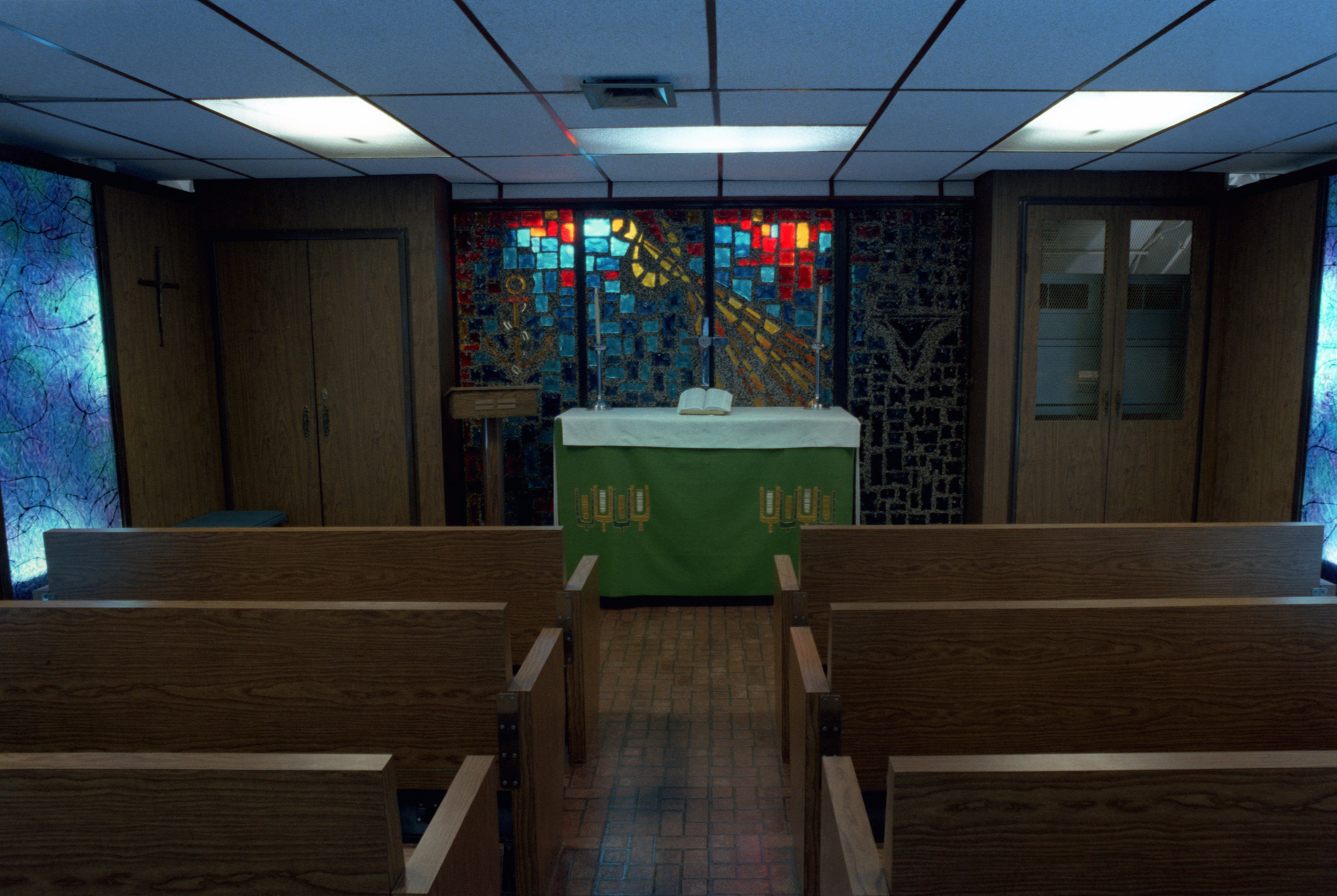
Kapelle an Bord

Die Besatzung der Enterprise bestand aus etwa 3.000 Mannschaften und 300 Offizieren, dazu kamen noch etwa 2.500 Mann des Carrier Air Wing. Die Besatzung war in mehrere Departments unterteilt, welche die verschiedenen Aufgaben an Bord übernahmen.
Das Air Department war für das Flugdeck und die Durchführung der Flugoperationen zuständig, das unterstützende Aircraft Intermediate Maintenance Department übernahm die Wartung und Instandhaltung der Bordflugzeuge. Das Weapons Department war für die Lagerung und den Transport der Bewaffnung der Flugzeuge verantwortlich.
Die Luftraumüberwachung wurde vom Operations Department geleistet, ebenso Aufklärung und Leitung der Kampfeinsätze. Navigation und Schiffsführung leistete das Navigation Department, dem die Brücke unterstand. Das Combat Systems Department war für die Wartung und Instandsetzung der Schiffswaffen und -elektronik zuständig, die Wartung der übrigen Anlagen übernahm das Maintenance Department. Für die Kontrolle und Überwachung der acht Kernreaktoren zeichnete das Reactor Department verantwortlich.
Unterstützt wurden diese Abteilungen vom Deck Department, das für die Sauberkeit und Hygiene an Bord verantwortlich war, sowie dem Executive Department, welches die Verwaltung und Versorgung übernahm. Ihm unterstanden die drei schiffseigenen Läden sowie die Kombüse, in der täglich etwa 12.000 Mahlzeiten zubereitet wurden. Auch die Wäscherei, in der pro Jahr etwa 500 Tonnen Wäsche gereinigt wurden, wurde von dort geleitet. Täglich erschienen drei Bordzeitungen, welche die Besatzung über Geschehnisse auf dem Schiff und das aktuelle Weltgeschehen informierten. Auch zwei voll ausgestattete Fitnessräume mit modernem Trainingsgerät befanden sich an Bord.
Das Medical/Dental Department verfügte über eine voll ausgerüstete Bordklinik mit Operationssaal und der zu dieser Zeit modernsten Diagnosetechnik. Für die Besatzung wurden eigene Gesundheitsvorsorgeprogramme durchgeführt. Auch ein medizinisches Labor befand sich an Bord des Trägers.
Das Training Department war für die Aus- und Weiterbildung der Besatzung verantwortlich, das Safety Department für die Sicherheit an Bord, besonders für Unfallprävention. Das Legal Department bot der Besatzung Unterstützung in Rechtsfragen, das Religious Ministries Department betrieb an Bord eine eigene Kapelle und war für die Seelsorge der Besatzung verantwortlich.

## Name und Insigne

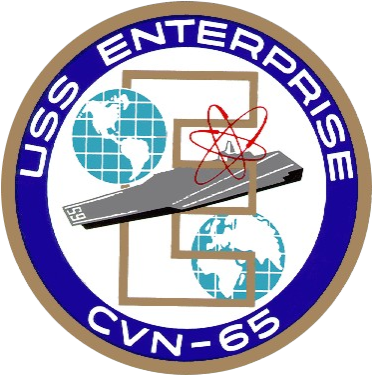
Wappen

Der Name Enterprise besitzt in der Marine der Vereinigten Staaten Tradition bis ins Jahr 1775, in der britischen Royal Navy bis 1705. In der US Navy waren die Schiffe mit diesem Namen an nahezu allen wichtigen Schlachten der Marinegeschichte beteiligt. Das Dictionary of American Naval Fighting Ships definiert Enterprise als “Boldness, energy, and invention in practical affairs” (deutsch: „Kühnheit, Energie und Phantasie in realen Angelegenheiten“). Direkter Vorgänger war der im Zweiten Weltkrieg eingesetzte Flugzeugträger Enterprise, das am höchsten dekorierte Schiff der U.S. Navy.
Die Insigne der USS Enterprise zeigt auf einem runden weißen Schild, umrandet von den traditionellen Farben der Marine, Gold und Blau, die Silhouette eines großen E, stellvertretend für den Spitznamen des Schiffes Big E, den es von seinem Vorgänger aus dem Zweiten Weltkrieg übernommen hat. Im oberen linken Bildabschnitt wird das E von einer stilisierten Weltkugel, welche die westliche Hemisphäre mit den beiden Amerikas zeigt, überdeckt. Sie symbolisiert die Heimatgewässer der US-Marine und der Enterprise.
Im unteren rechten Bildabschnitt, teilweise überdeckt vom E, ist ein Globus mit stilisierter, östlicher Hemisphäre zu sehen. Sie symbolisiert, dass der Flugzeugträger und seine Flugzeuge die ganze Welt erreichen können.
In der Bildmitte taucht aus dem E ein stilisierter Flugzeugträger hervor, die Insel und die Aufbauten umgeben von einem stilisierten Atom, das die Kapazitäten und Möglichkeiten des nuklearen Antriebs versinnbildlicht.
Auf dem blauen Rand des Emblems stehen in großen weißen Buchstaben der Name und die Hullnumber (Rumpfnummer) des Schiffs. 1975 wurde im Rahmen der Umklassifizierung das A aus der Kennung CVAN (Cruiser Volplane Attack Nuclear) entfernt, um die Vielseitigkeit zu verdeutlichen.

## Enterprise Strike Group
Die Enterprise wurde bei ihren Einsatzfahrten von einer Flugzeugträgerkampfgruppe begleitet, die den Träger gegen Gefahren schützte, aber auch offensive Kapazitäten lieferte. Die Kampfgruppe setzte sich zumeist aus mehreren Schiffen zusammen, darunter Lenkwaffenkreuzer, Zerstörer, Fregatten und U-Boote sowie Trossschiffe. Die letzte Enterprise Strike Group, auch als Carrier Strike Group 12 bezeichnet, bestand aus dem Kreuzer Leyte Gulf, den Lenkwaffenzerstörern Bulkeley, Barry und Mason sowie dem Versorger Arctic (T-AOE 8).

## Geschichte

### Bau und Erprobung

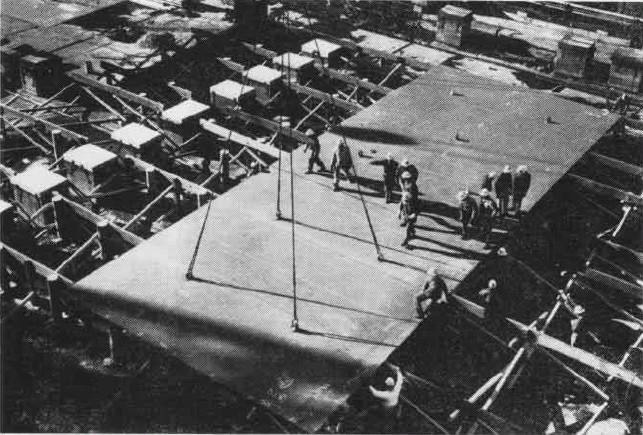
Kiellegung am 4. Februar 1958

Der Bauauftrag für den ersten nuklear angetriebenen Flugzeugträger der US-Marine erging am 15. November 1957 an Newport News Shipbuilding in Newport News, Virginia, die drei Jahre zuvor mit der Marine und der Westinghouse Electric Corporation den Atomantrieb für Flugzeugträger entwickelt hatten. Die Kiellegung der Enterprise erfolgte am 4. Februar 1958 im Trockendock #11, dem größten Dock der Werft. Nach 19 Monaten Bauzeit wurde der Träger, getauft durch Bertha Franke, die die Ehefrau des Secretary of the Navy William B. Franke war, am 24. September 1960 aus dem Dock ausgeschwommen. Nach dem Einbau des ersten von acht Kernreaktoren erreichte dieser zum ersten Mal am 2. Dezember 1960 die Kritikalität. Nach weiteren Ausrüstungsarbeiten wurde der Träger am 29. Oktober 1961 an die US Navy zu ersten Erprobungsfahrten ausgeliefert.

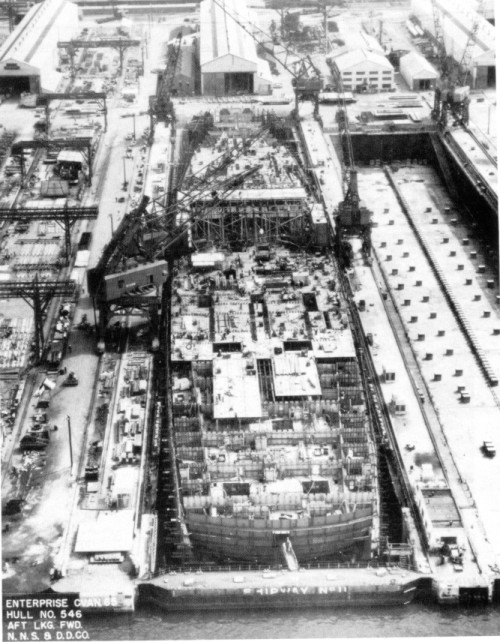
Die Enterprise im Bau

Bei den Probefahrten zeigte sich die Leistungsfähigkeit des Kernenergieantriebs, als die Enterprise trotz ihrer Größe ihren Eskorten davonfahren konnte. Während der Erprobungsfahrten fand auch der erste Trägerstart von Bord statt, eine C-1A Trader flog hohe Offiziere der Marine von Bord.
Am 25. November wurde der Flugzeugträger feierlich vor 13.000 geladenen Gästen, darunter die 3.000 Mann Besatzung des Trägers, unter dem Kommando von Captain Vincent P. de Poix als neues Flaggschiff der US-Atlantikflotte in Dienst gestellt. Der amtierende Secretary of the Navy, John Connally, nannte das Schiff während der Zeremonie “a worthy successor” (deutsch: „einen würdigen Nachfolger“) für die berühmte Enterprise aus dem Zweiten Weltkrieg. Die hohen Baukosten von 451,3 Millionen US-Dollar waren dennoch der Grund dafür, dass die ursprünglich geplanten fünf weiteren Schiffe der Klasse nicht mehr gebaut wurden. Die beiden nächsten Flugzeugträger der US-Marine, America und John F. Kennedy, wurden als konventionelle ölgetriebene Schiffe fertiggestellt.

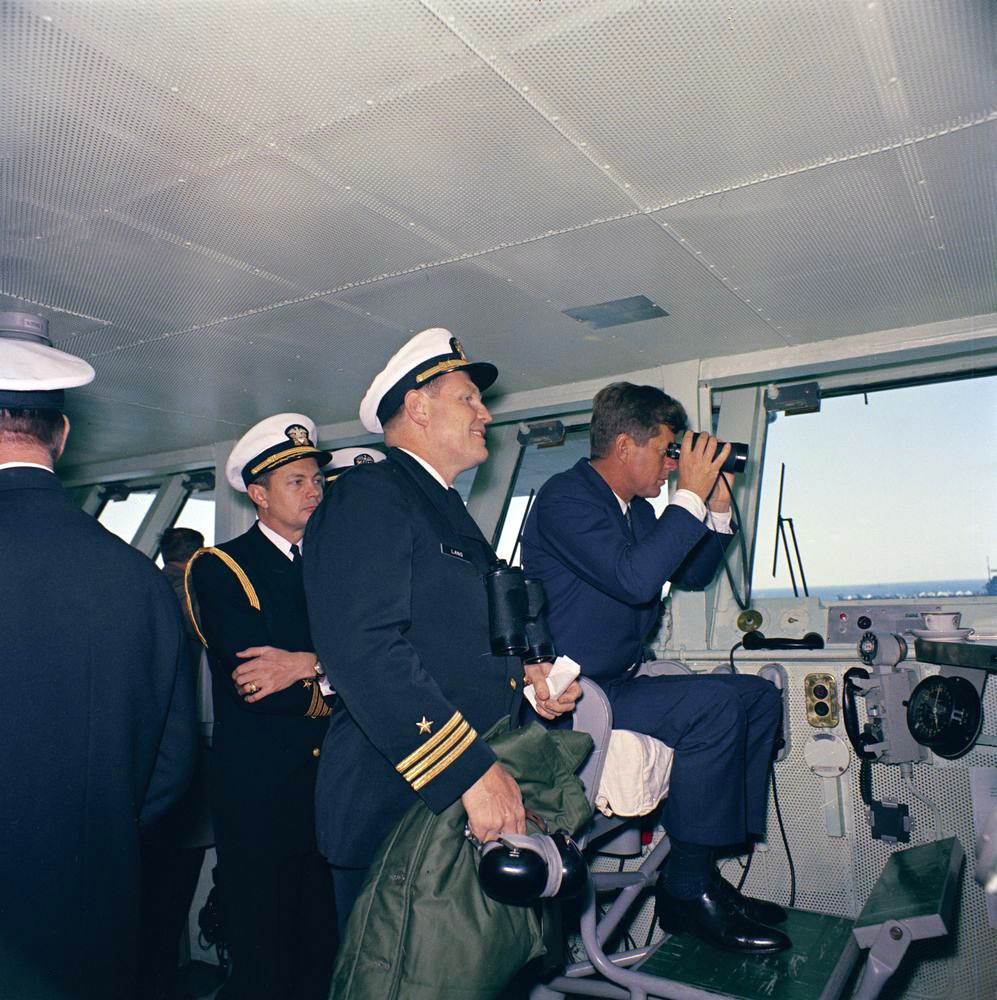
John F. Kennedy auf der Brücke der Enterprise

### Kuba bis Vietnam
Am 12. Januar 1962 lief die Enterprise zu ihrer Jungfernfahrt in den Atlantik und die Karibik aus. Ende Januar gehörte sie zur Bergungsflotte für den geplanten Start von Mercury-Atlas 6, der aber wegen schlechten Wetters und technischer Probleme verschoben wurde. Als der Start dann am 20. Februar durchgeführt wurde, fungierte die Big E als Funkrelais- und Beobachtungsstation in der Karibik. Die Jungfernfahrt und die Erprobungen waren am 8. April abgeschlossen, als der Träger wieder in den Hafen von Norfolk einlief.
Am nächsten Tag begannen an Bord die Vorbereitungen für ein Manöver, das am 14. April unter der Aufsicht von Präsident Kennedy stattfinden sollte. Der Präsident kam am Morgen des 14. mit dem Großteil seines Kabinetts, vielen Kongressabgeordneten, 30 Botschaftern und den Joint Chiefs of Staff an Bord der Enterprise, von wo aus sie das Manöver mit etwa 20 beteiligten Schiffen, darunter auch der Flugzeugträger Forrestal, vor der Küste Virginias und North Carolinas beobachteten. Nach dem Abschluss des Manövers ging der Träger am 23. April noch einmal ins Dock in Newport News, wo bis zum 19. Juni noch einige Nachbesserungen durchgeführt wurden.
Am 3. August lief der Träger zu seinem ersten Einsatz ins Mittelmeer aus, wo er die Shangri-La ablösen sollte. Während des bis zum Oktober dauernden Einsatzes nahm der Träger an mehreren NATO-Übungen mit Anrainerstaaten rund um das Mittelmeer teil, mit einem Besuch in Cannes Anfang August absolvierte die Big E ihren ersten Aufenthalt in einem ausländischen Hafen.
Am 17. Oktober wurde die gesamte US-Atlantikflotte aufgrund der Entdeckung der sowjetischen Raketenbasen auf Kuba in erhöhte Einsatzbereitschaft versetzt. Am 19. Oktober lief die Enterprise in Richtung Kuba aus. Zusammen mit der Independence war sie dann Teil der Seeblockade um Kuba, die Präsident Kennedy am 20. Oktober als Reaktion auf die sowjetische Raketenstationierung auf Kuba anordnete.

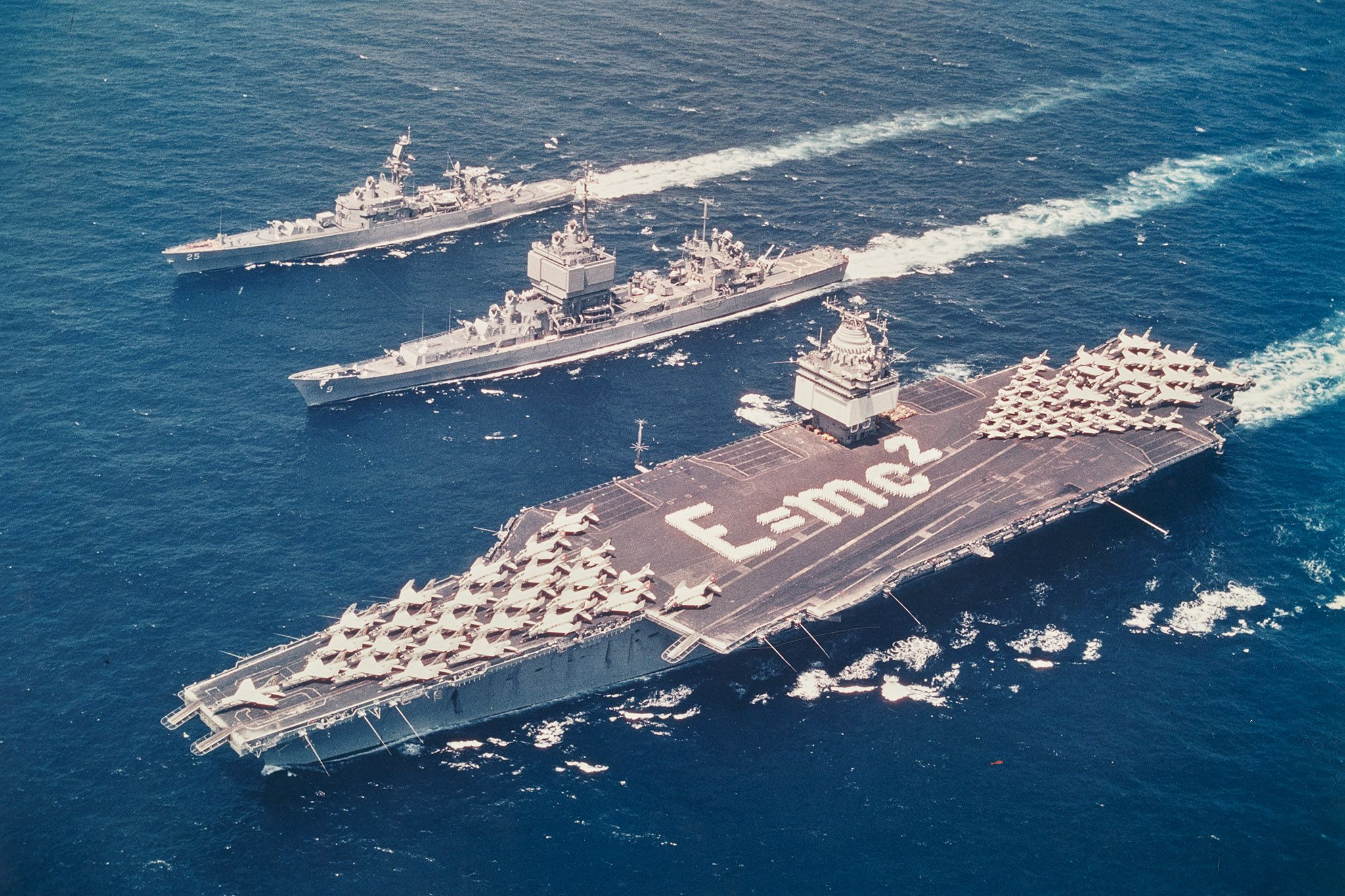
Enterprise, Long Beach und Bainbridge im Mittelmeer

Von Juli bis Oktober 1963 nahm sie mit dem Kreuzer Long Beach und der Fregatte Bainbridge an der Weltumrundung Operation Sea Orbit teil, während der verschiedene Häfen rund um den Globus angelaufen wurden. Mit dieser Operation wollte die US-Marine die Vorteile des Kernenergieantriebs verdeutlichen. Die Schiffe mussten während der gesamten Reise nicht nachgetankt werden und waren jederzeit voll einsatzbereit. Bei einem Werftaufenthalt zwischen November 1964 und Juli 1965 wurden die Reaktoren zum ersten Mal wieder befüllt, nach dem Abschluss der Testfahrten wurde der Träger der US-Pazifikflotte zugeteilt und zum ersten Mal im Vietnamkrieg eingesetzt, wo seine Trägerflugzeuge Luftangriffe gegen nordvietnamesische Ziele flogen. Der neue Heimathafen des Schiffs wurde Alameda in Kalifornien. Zwischen 1966 und 1968 war der Träger mehrmals auf der Yankee Station vor der Küste Vietnams eingesetzt, von wo aus die Bordflugzeuge Angriffe gegen Ziele in Nordvietnam flogen.

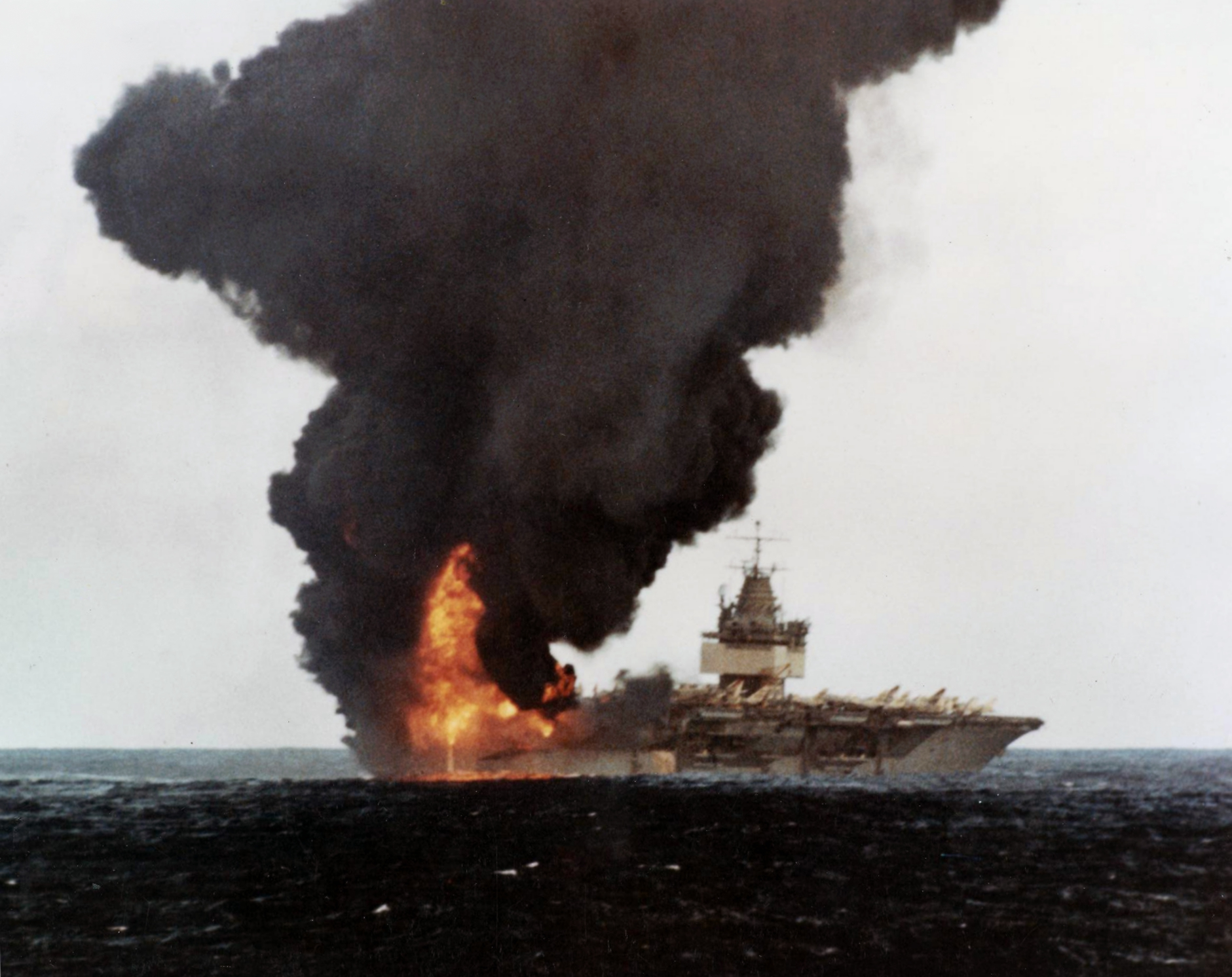
Die brennende USS Enterprise am 14. Januar 1969 vor Hawaii

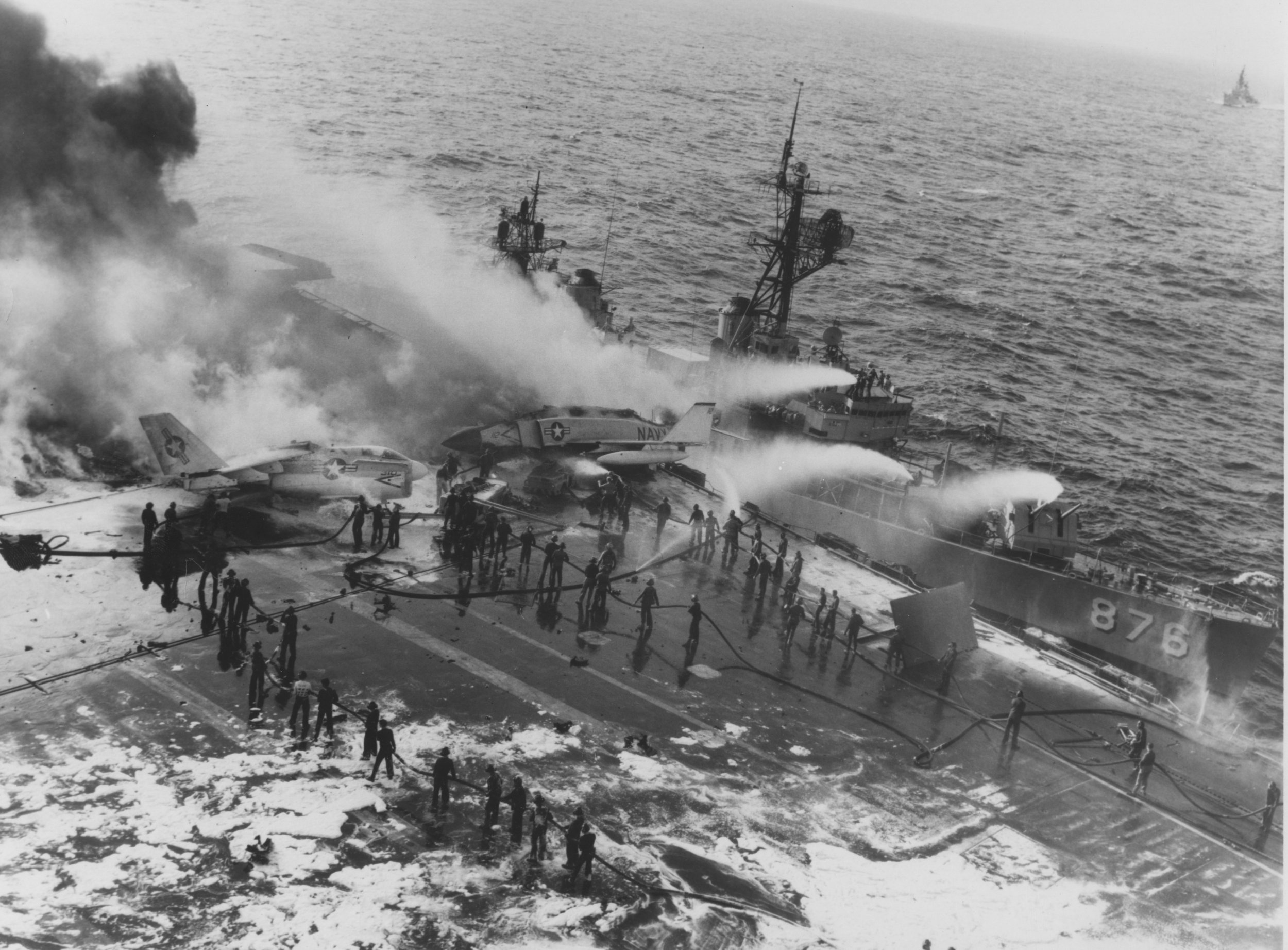
Die Rogers unterstützt die Löscharbeiten

### Feuer an Bord
Am 14. Januar 1969 gab es einen schweren Zwischenfall während eines Manövers vor Oʻahu. Aufgeheizt durch die heißen Abgase eines MD-3A „Huffer“, eines auf Schleppern montierten Anlassers für Jets, explodierte der Sprengkopf einer Zuni-Rakete und riss ein Loch in den Tank des voll betankten Flugzeugs. Das durch den auslaufenden Treibstoff entstehende Feuer breitete sich über das gesamte hintere Flugdeck aus, wo sich etliche für das geplante Manöver voll betankte und bewaffnete Flugzeuge befanden. In den folgenden 15 Minuten kam es zu mehreren schweren Explosionen durch Mk.-82-500-Pfund-Bomben, die in der Hitze des Feuers detonierten. Dadurch wurden mehrere Löcher in das Flugdeck gerissen, durch die sich das Feuer auch auf darunter liegende Decks ausbreitete. Gegen neun Uhr war das Feuer, auch mit Hilfe der Unterstützung durch die Zerstörer Rogers und Benjamin Stoddert, auf dem Flugdeck unter Kontrolle gebracht, unter Deck einige Zeit später. An Bord der Enterprise gab es 28 Tote. 371 Besatzungsmitglieder wurden verletzt, 62 von ihnen mussten nach Hawaii ins Krankenhaus gebracht werden, da ihre Verbrennungen an Bord nicht ausreichend behandelt werden konnten. 15 Flugzeuge wurden zerstört, 17 beschädigt. Die Schadenssumme belief sich auf 56 Millionen US-Dollar, der Träger musste anderthalb Monate lang in der Pearl Harbor Naval Shipyard wieder instand gesetzt werden.
Zwischen August 1969 und Dezember 1970 folgte ein längerer Dockaufenthalt, bei dem die Reaktoren wieder befüllt und neue Navigationsanlagen an Bord installiert wurden.

### 1970er Jahre
1970 und 1971 folgten weitere Einsätze vor der vietnamesischen Küste. Das Jahr 1972 verbrachte der Träger zumeist mit Manövern vor der US-Westküste, im Oktober folgte dann ein weiterer Einsatz vor Vietnam. Nach dem ersten Scheitern der Pariser Friedensgespräche waren die Bordflugzeuge der „Big E“ an den Luftangriffen der Operation Linebacker II beteiligt, mit der auch stark verteidigte Ziele in der Region um Hanoi angegriffen wurden. Mit der Beendigung der amerikanischen Intervention in Vietnam im Mai 1973 kehrte das Schiff an die US-Westküste zurück. Während eines Dockaufenthalts im Herbst wurden die ersten Vorbereitungen für die Umklassifikation des Trägers getroffen, die am 1. Juli 1975 erfolgen sollte. 1974 operierte die Enterprise in westpazifischen Gewässern um die Philippinen und im Indischen Ozean, im Juni wurden Kampfflugzeuge des Typs F-14 Tomcat Teil des Bordgeschwaders. Diese hatten während der Evakuierung von Saigon im April 1975 ihren ersten Kampfeinsatz, als sie den Luftraum für Transporthubschrauber sicherten.

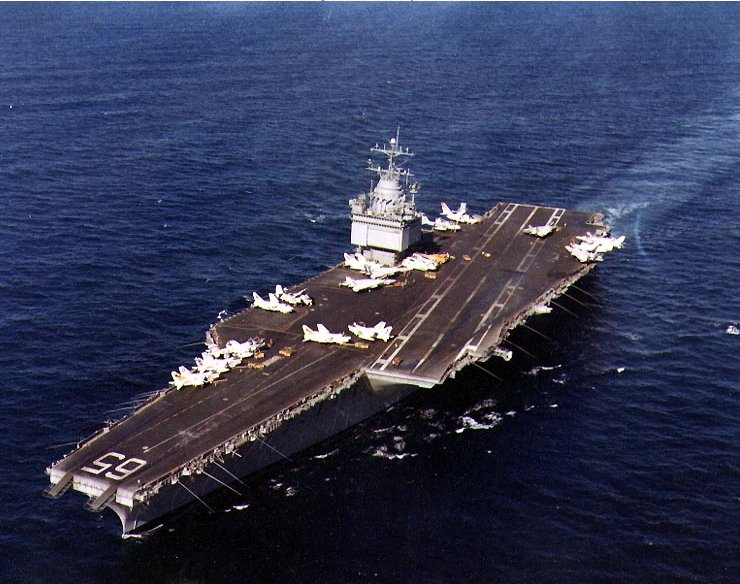
Enterprise, 1978

1976 nahm der Träger an mehreren Manövern mit Flotten der Pazifikanrainerstaaten teil, unter anderem am „Kangaroo II“-Manöver mit Australien und Neuseeland. Im Februar und März 1977 war die Enterprise vor der ostafrikanischen Küste stationiert, nachdem sich die politische Situation in Uganda verschlechtert hatte. Zusammen mit den beiden Atomkreuzern, die den Träger schon während der „Operation Sea Orbit“ begleitet hatten, kehrte die „Big E“ im Anschluss mit Höchstgeschwindigkeit nach Alameda zurück. Ende 1977 und 1978 nahm das Schiff dann erneut an mehreren Manövern im Pazifik teil, so am RIMPAC-78-Manöver im Spätsommer.
Am 11. Januar 1979 lief die Enterprise in Bremerton ein, wo sie im Puget Sound Naval Shipyard zu einer grundlegenden Überholung ins Dock ging.

### 1980er Jahre
Während der zwei Jahre dauernden Umbauarbeiten änderte sich auch das äußere, bis dato einzigartige Erscheinungsbild der Enterprise. Die Entfernung des AN/SPS-32/33-3D-Radars und des ECM-Masts veränderten das Aussehen der Insel massiv. Die neue Gestaltung der Aufbauten war an die der Kitty-Hawk-Klasse angelehnt. Zudem wurden die Reaktoren überholt, frischer Kernbrennstoff wurde danach nur noch alle 13 Jahre nötig. Der gesamte Werftaufenthalt kostete etwa 276 Millionen US-Dollar.
Nach ersten Trainingsfahrten vor der kalifornischen Küste im Frühjahr lief der Träger Anfang September zur ersten Einsatzfahrt seit der Überholung aus. Die Enterprise nahm an mehreren Manövern mit Schiffen befreundeter Nationen rund um den Pazifik teil, Ende November 1985 ging der Träger für einen Monat wegen eines Kollisionsschadens am Bug ins Trockendock. Nach weiteren Übungen und Einsätzen im Pazifik war die „Big E“ am 29. April 1986 der erste atomgetriebene Flugzeugträger, der den Sueskanal passierte.
Im Februar 1988 nahm das Schiff zum ersten Mal an Geleitschutzeinsätzen während der Operation Earnest Will teil. Am 18. April 1988 setzte die Enterprise dann mehrere Flugzeuge im Kampfeinsatz Operation Praying Mantis gegen Marineeinheiten des Iran ein, wobei die A-6 Intruder zwei Schiffe versenkten und eine Fregatte beschädigten.
Nach einem mehrmonatigen Werftaufenthalt wechselte die „Big E“ im Herbst 1989 von der Pazifik- zur Atlantikflotte. Neuer, alter Heimathafen wurde Norfolk in Virginia.

### 1990er Jahre

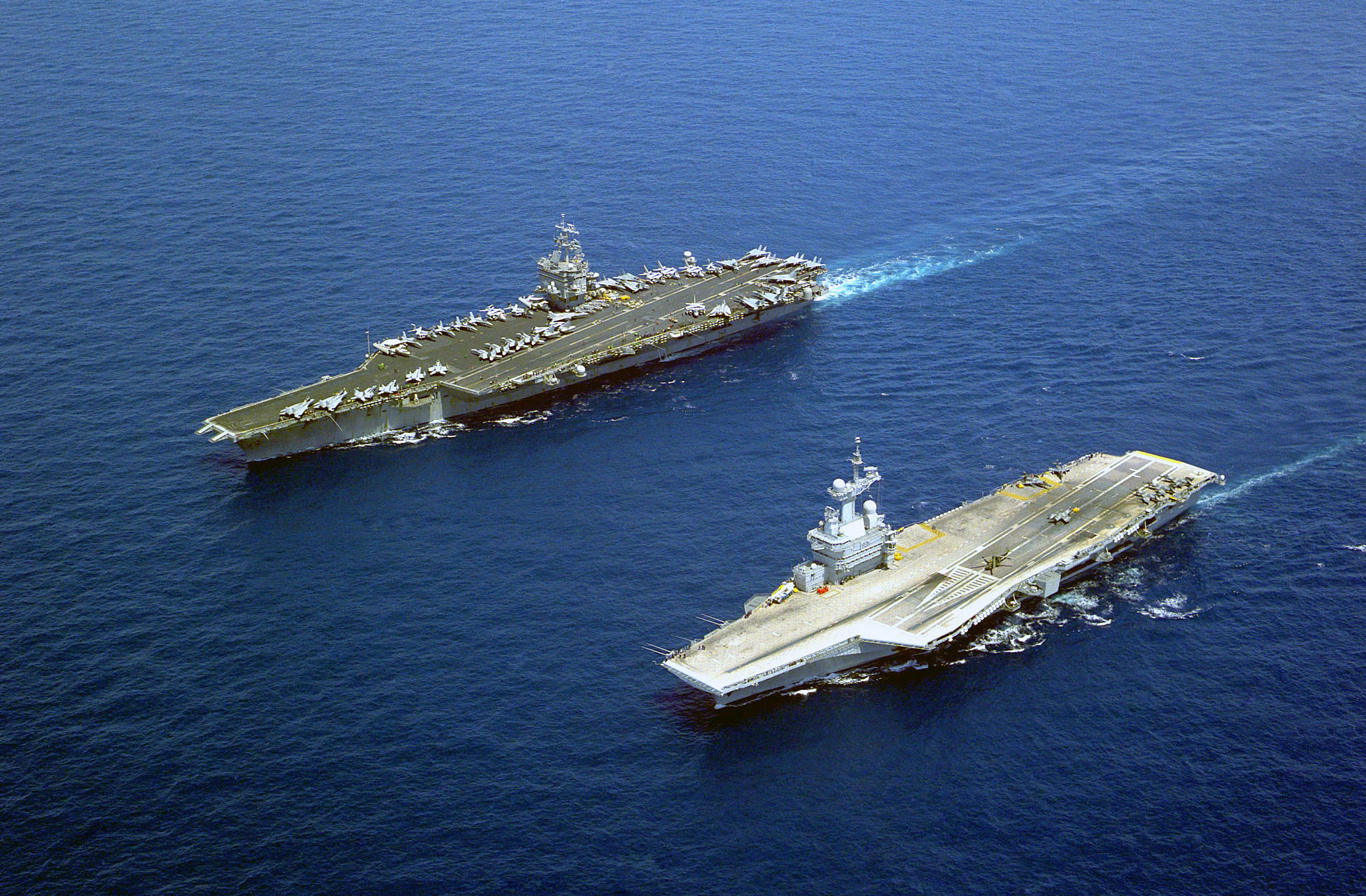
Enterprise (oben links) mit dem französischen Träger Charles de Gaulle

Vom 12. Oktober 1990 bis zum 23. September 1994 durchlief die Enterprise einen Regular Complete Overhaul (RCOH), währenddessen die Radaranlagen sowie die Elektronik modernisiert wurden. 1995 waren weitere Werftaufenthalte bei Newport News Shipbuilding in Norfolk (Virginia) notwendig, während der die Reaktoren zum vierten Mal befüllt wurden. Diese Arbeiten waren im September beendet, und das Schiff lief zu ersten Übungen wieder aus.
Im Sommer 1996 war der Träger im Mittelmeer eingesetzt, wo seine Flugzeuge die Flugverbotszone über Bosnien-Herzegowina überwachten. Mitte September 1996 wurde die Enterprise aus dem Adriatischen Meer in den Persischen Golf verlegt, wo gerade die Operation Desert Strike angelaufen war. 1997 und 1998 verbrachte sie im Atlantik und im Mittelmeer, wo mehrere Übungen mit den Marinen befreundeter Staaten stattfanden und mehrere Hafenbesuche absolviert wurden. Ende 1998 waren ihre Flugzeuge im Rahmen der viertägigen Luftangriffe der Operation Desert Fox über dem Irak eingesetzt. Anfang 1999 unterstützte der Träger die NATO-Friedenstruppen in Ex-Jugoslawien, Ende Juni ging er für sechs Monate in Norfolk ins Dock.

### 2000er Jahre
Das neue Jahrtausend begann für die Enterprise mit Übungen im Nordatlantik; 2001 wurde sie in die Golfregion verlegt.
Im Rahmen des Anti-Terror-Kampfs der USA war die Enterprise im Oktober 2001 an Kampfoperationen gegen Ziele in Afghanistan beteiligt. Bei einer Rede am 12. Juli 2003 auf dem Flugzeugträger Ronald Reagan äußerte der Vizepräsident Dick Cheney, dass die Enterprise zum Zeitpunkt der Terroranschläge vom 11. September auf dem Weg nach Norfolk war, und „innerhalb von wenigen Minuten“ den Kurs auf Afghanistan nahm und es am nächsten Tag angreifen konnte. Ab Dezember wurde das Schiff eineinhalb Jahre lang im Norfolk Naval Shipyard überholt, im Mai 2003 war es wieder einsatzbereit. 2003/2004 wurde sie dann im Irakkrieg eingesetzt, 2006 folgte eine weitere, 2007 dann zwei Verlegungen im Rahmen der Bekämpfung des Terrorismus. Im Dezember 2007 wurde der letzte, sechsmonatige Einsatz in der Golfregion beendet, am 11. April 2008 ging die Enterprise in Newport News zur Überholung ins Dock, geplant waren 16 Monate und Kosten von rund 480 Millionen Dollar. Während der Überholung wurden jedoch zusätzliche Arbeiten nötig, so dass die Ausdockung vom Sommer in den Dezember 2009 verschoben wurde. Die Kosten stiegen auf über 660 Millionen Dollar.
Im Oktober 2010 absolvierte die Enterprise mit ihrer Kampfgruppe bestehend aus Leyte Gulf, Bulkeley, Barry, Mason sowie dem Versorger Arctic erfolgreich Testfahrten und erlangte so die Zertifizierung für die nächste Verlegung. Im Anschluss an diese sollte der Träger 2012 außer Dienst gestellt werden. Da die Flugzeugträger-Flotte der US Navy damit bis zur Indienststellung der Gerald R. Ford auf zehn Einheiten geschrumpft wäre, musste der Kongress der Vereinigten Staaten diesem Plan jedoch zustimmen.

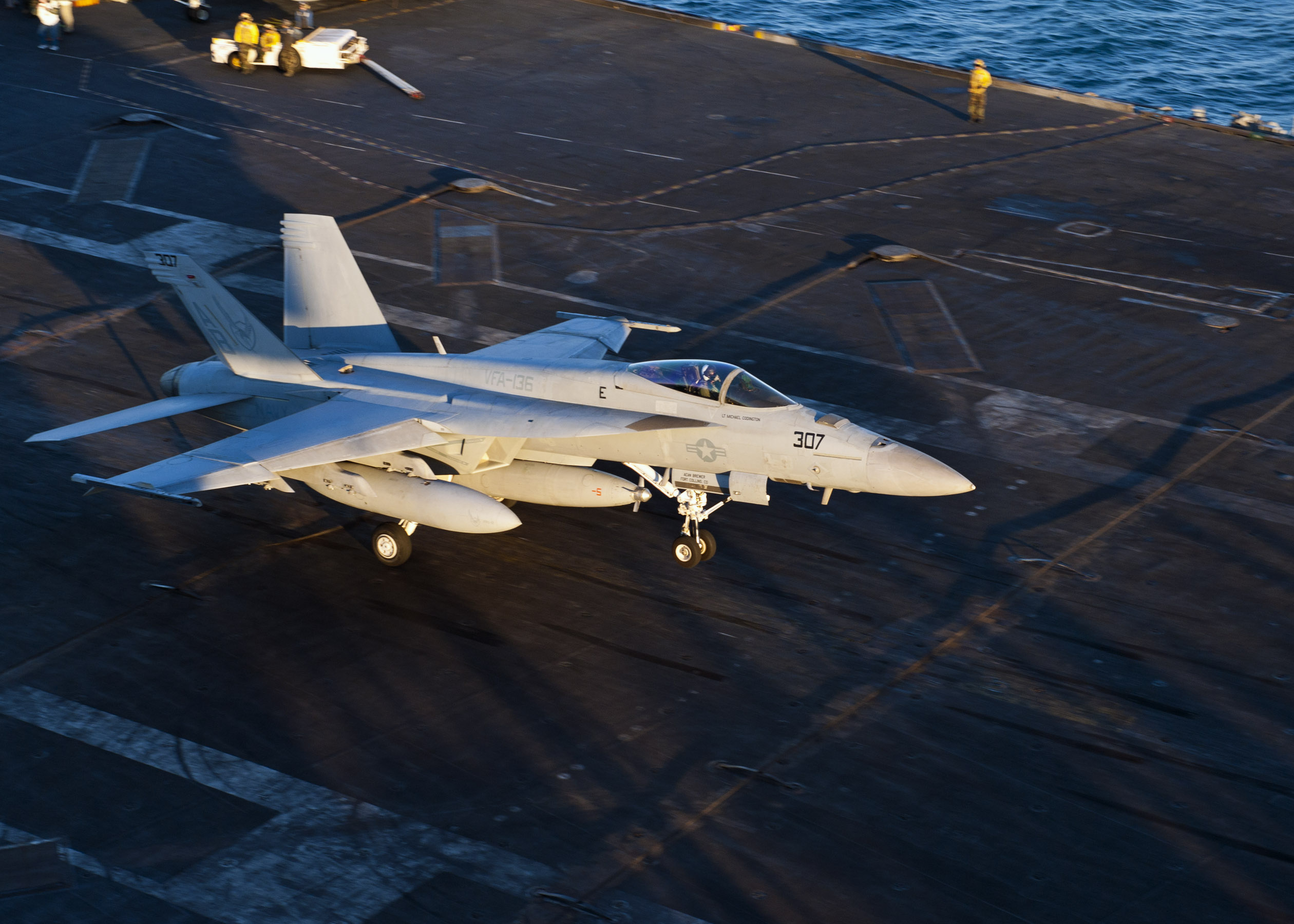
Der Kommandant der Enterprise, W.C. Hamilton, vollzieht am 2. November 2012 die letzte Landung eines Flugzeugs auf der „Big E“

Am 27. Oktober 2010 erhielt Northrop Grumman schließlich den Auftrag zur Vorbereitung der Verschrottung ab 2013, nach dem Abschluss der letzten beiden Fahrten.

### Gegenwart
Am 4. Januar 2011 wurde Captain Owen Honors wegen eines Skandals um sexistische und homosexuellenfeindliche Videos des Kommandos über die Enterprise enthoben. Sein Nachfolger wurde Captain Dee Mewbourne, der zuvor die Dwight D. Eisenhower kommandiert hatte.
Im Rahmen der Operation Enduring Freedom an der Bekämpfung der Piraterie vor der Küste Somalias verließen die Enterprise und ihre Kampfgruppe, bestehend aus dem Lenkwaffenkreuzer Leyte Gulf und den Zerstörern Barry, Bulkeley und Mason, Norfolk am 13. Januar 2011 und setzten Kurs auf das Mittelmeer und den Persischen Golf. An Bord befand sich der Carrier Air Wing One. Das Schiff kehrte am 15. Juli 2011 nach Norfolk zurück. Am 11. März 2012 begann es seine letzte Einsatzfahrt, die es ab August in den Persischen Golf führte; Mitte Oktober 2012 verließ die Enterprise den Nahen Osten durch den Suez-Kanal. Am 4. November 2012 lief sie das letzte Mal in ihren Heimathafen Norfolk ein.
Nach der Deaktivierung am 1. Dezember 2012 wurde bis Ende 2016 das nukleare Material bei Newport News Shipbuilding aus dem Schiff entfernt. Die offizielle Außerdienststellung erfolgte am 3. Februar 2017.
Zu diesem Zeitpunkt war noch nicht entschieden, wie die Enterprise abgewrackt werden soll. Neben dem Zerlegen des gesamten Schiffes durch ein privates Unternehmen wurden das vorherige Entfernen der Nuklear-Bauteile durch die regierungseigene Puget Sound Naval Shipyard and Intermediate Maintenance Facility (PSNS & IMF) in Bremerton sowie die mehrjährige Einlagerung des Schiffes zur späteren Zerlegung diskutiert.
Mit Stand August 2018 liegt das Schiff an Pier 2 in Newport News, Virginia bei der Newport News Shipbuilding and Drydock Company (NNS). Nach Angeboten und Schätzungen kann die Verschrottung 5–10 Jahre dauern und bis zu 1,3 Milliarden Euro kosten. Die Verschrottung könnte bei Puget Sound Naval Shipyard (PSNS & IMF), einer Werft der Marine in Bremerton, Washington State erfolgen oder an einen Privaten vergeben werden.

## Sonstiges
Nach einem 2007 veröffentlichten Bericht des Hamburger Abendblattes gelang es dem deutschen U-Boot U 24 (Klasse 206A) während eines gemeinsamen Manövers in der Karibik, unbemerkt von den Sicherungsfahrzeugen an die Enterprise heranzukommen, erfolgreich einen simulierten Torpedofächer auf den Träger zu schießen und ihn durch das Periskop zu fotografieren.
Der dritte Flugzeugträger der Gerald-R.-Ford-Klasse soll 2025 auf den Namen Enterprise getauft werden, wie Secretary of the Navy Ray Mabus während der Außerdienststellungszeremonie bekanntgab.

## In den Medien
Gene Roddenberry, der Schöpfer von Star Trek, hatte das Raumschiff aus der Originalserie nach dem damals neuen Träger benannt.
Die Enterprise findet in verschiedenen Filmen Erwähnung. So zum Beispiel in Star Trek IV: Zurück in die Gegenwart, in der mehrere Szenen auf dem Flugzeugträger spielen sollten. Da die Enterprise allerdings zu den Dreharbeiten nicht verfügbar war, weil sie sich im Mittelmeer befand, wurden die entsprechenden Szenen auf der älteren Ranger gedreht.
Im Film Top Gun – Sie fürchten weder Tod noch Teufel wird erneut die USS Enterprise erwähnt, aber auch diesmal wird sie von der Ranger vertreten. Lediglich einige Archivaufnahmen waren in diesem Film zu sehen, die das Schiff in der Totalen zeigen. Erst in der Verfilmung von Tom Clancys Roman Jagd auf Roter Oktober schafft es die Enterprise schließlich auch mit Einzelszenen auf die Leinwand. Paradoxerweise kommt sie in der Buchversion gar nicht vor – dort ist von der John F. Kennedy die Rede.
Im Film Plattfuß räumt auf ist die USS Enterprise ebenfalls kurz zu sehen, als Kommissar Plattfuß alias Bud Spencer per Helikopter-Service von Hongkong nach Macau geflogen wird.